# Adenin
Adenin je jedna od dvije purinske nukleobaze koje se pojavljuju u formiranju nukleotida nukleinskih kiselina DNK i RNK. U DNK-u, adenin (A) se vezuje za timin (T) pomoću dvije vodikove veze kako bi pomogao u stabilizaciji strukture nukleinske kiseline. U RNK-u se adenin vezuje za uracil (U).
Adenin formira adenozin, nukleozid, kada se pričvrsti za ribozu, i deoksiadenozin kada se pričvrsti za deoksiribozu i gradi adenozin-trifosfat (ATP), nukleotid, kada mu se dodaju tri fosfatne grupe. Adenozin-trifosfat je iznimno značajan jer se u staničnom metabolizmu primjenjuje kao jedna od osnovnih metoda za prijenos kemijske energije između reakcija.
U starijoj literaturi adenin se nekad naziva imenom vitamin B4. Međutim, više se ne smatra pravim vitaminom.

## Komplementarnost
U molekulama nukleinskih kiselina adenin se vezuje dvostrukom vodikovom vezom s pirimidinskim bazama:
- timin u nasuprotnom polinukleotidnom lancu DNK-a
- uracil u polinukleotidnom lancu RNK-a

Ta osobina naziva se komplementarnost i na njoj se zasniva sekundarna struktura nukleinskih kiselina.
Par adenin-timin koji održavaju dvije vodikove veze ima oblik koji je isti kao par guanin-citozin koji održavaju najmanje dvije vodikove veze. Od svih dušičnih baza mogu se načiniti parovi (dva adenina, adenin i guanin, guanin i citozin, dva citozina, timin i guanin) ali samo za parove A-T i G-C kažemo da su komplementarni zato što samo ta dva para baza imaju potpuno istovjetan prostorni oblik i samo oni se mogu složiti u dvostruku spiralu tako da daju savršeno stabilnu strukturu.